# Busnago Volleyball Team
Il Busnago Volleyball Team è una società pallavolistica femminile italiana con sede a Busnago: milita nel campionato di Serie B2.